# Zwaartelijn

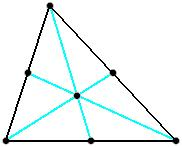
Driehoek met zwaartelijnen

Een zwaartelijn in een driehoek is een rechte die een van de hoekpunten verbindt met het midden van de overliggende zijde. Een zwaartelijn verdeelt een driehoek in twee driehoeken met gelijke oppervlakte.
De drie zwaartelijnen gaan door een punt, het zwaartepunt van de driehoek, en verdelen elkaar in de verhouding 1:2.

## Zwaartepunt

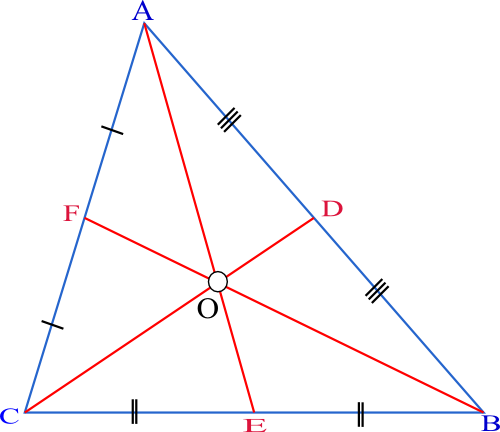
Zwaartepunt in de driehoek

Het zwaartepunt van een driehoek is het punt waar de drie zwaartelijnen van die driehoek elkaar snijden. De cartesische coördinaten van het zwaartepunt van een driehoek zijn de gemiddelden van de coördinaten van de hoekpunten. De barycentrische coördinaten van het zwaartepunt zijn (1:1:1). Het zwaartepunt ligt op de rechte van Euler en is het driehoekscentrum met kimberlingnummer X(2).
Als {\displaystyle {\mathbf {a} }}, {\displaystyle {\mathbf {b} }} en {\displaystyle {\mathbf {c} }} de vectoren zijn naar de hoekpunten {\displaystyle A,B} en {\displaystyle C}, dan ligt het zwaartepunt {\displaystyle O} van de driehoek {\displaystyle ABC} in {\displaystyle {\tfrac {1}{3}}(\mathbf {a} +\mathbf {b} +\mathbf {c} )}.
Voor de verhouding van de delen van de zwaartelijnen geldt:
{\displaystyle \mathrm {{\frac {AO}{OE}}={\frac {BO}{OF}}={\frac {CO}{OD}}} =2}
Iedere zwaartelijn deelt de oppervlakte van de driehoek in twee gelijke delen. Er zijn geen andere lijnen door het zwaartepunt die ook de oppervlakte van de driehoek in twee gelijke stukken delen. De drie zwaartelijnen van een driehoek delen de driehoek daarom in zes driehoeken met gelijke oppervlakten. In de figuur zijn dit de driehoeken {\displaystyle AOD,BOD,BOE,COE,COF} en {\displaystyle AOF}.
Het zwaartepunt als snijpunt van de zwaartelijnen van een driehoek valt samen met het massamiddelpunt van de driehoek. Een driehoek van bijvoorbeeld karton, balanceert op de punt van een potlood geplaatst in het zwaartepunt.

## Lengten
De driehoek ABC heeft de zijden {\displaystyle a} tegenover {\displaystyle A,b} tegenover {\displaystyle B} en {\displaystyle c} tegenover {\displaystyle C}. De lengte {\displaystyle z_{a}} van de zwaartelijn uit {\displaystyle A} wordt gegeven door:
{\displaystyle z_{a}={\tfrac {1}{2}}{\sqrt {2b^{2}+2c^{2}-a^{2}\ }}}
Hieruit is af te leiden dat het viervoud van de som van de kwadraten van de zwaartelijnen gelijk is aan het drievoud van de som van de kwadraten van de zijden.
{\displaystyle 4(z_{a}^{2}+z_{b}^{2}+z_{c}^{2})=3(a^{2}+b^{2}+c^{2})},
waarin {\displaystyle z_{b}} en {\displaystyle z_{c}} de lengten van de zwaartelijnen uit {\displaystyle B} en {\displaystyle C} zijn.

## Afbeeldingen van het zwaartepunt in een driehoek
